# Генріх фон Гогенлое
Генріх фон Гогенлое (нім. Heinrich von Hohenlohe) — 7-й великий магістр Тевтонського ордена з 1244 по 1249 рік.

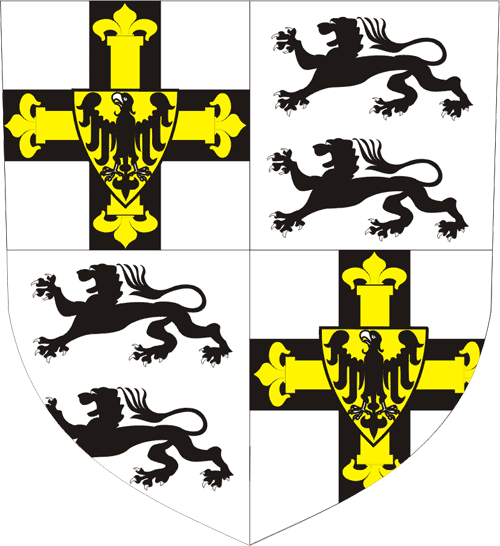
Герб великого магістра Генріха фон Гогенлое

Походив з лицарського роду з Вюртембергу. У 1220 році разом з братами Фрідріхом та Андрієм вступив до Тевтонського ордену, при цьому частка їх родових володінь стала основою орденського командорства Мергентайм, пізніше місцем резиденції Великих і німецьких магістрів ордену (1525—1809).
У 1221 році вирушив у паломництво в Святу Землю, потім став командором Мергентайма. 
У 1225 році супроводжував зі Святої Землі в Італії жінку імператора Фрідріха II Ізабеллу. З цього часу і до 1232 року був у свиті Великого магістра Германа фон Зальца. Пізніше, до 1242 року - ландмейстер Тевтонського ордену в Німеччині.
У 1244 році, після відставки Герхарда фон Мальберга, в Палестині вибраний Великим магістром. Був посередником у суперечці між папою римським Іннокентієм IV та імператором, якого й підтримав. Отримав від нього «Золоту буллу», в якій Фрідріх II підтвердив передачу Пруссії Тевтонському ордену, а також «подарував» ордену Литву та Русь.
Ворогував з прусським ландмейстером Дітріхом фон Грюнінгеном, який орієнтувався на папу римського.
У 1246 році приїхав до Пруссії, де провів адміністративну реформу, поділивши завойовані прусські землі на комтурства. Командував нападами на пруссів. Уклав вигідний для ордену мирний договір з поморським князем Святополком.
у 1249 році, незабаром після свого повернення з Пруссії, помер. Похований у соборі Мергентайму.